# Matków

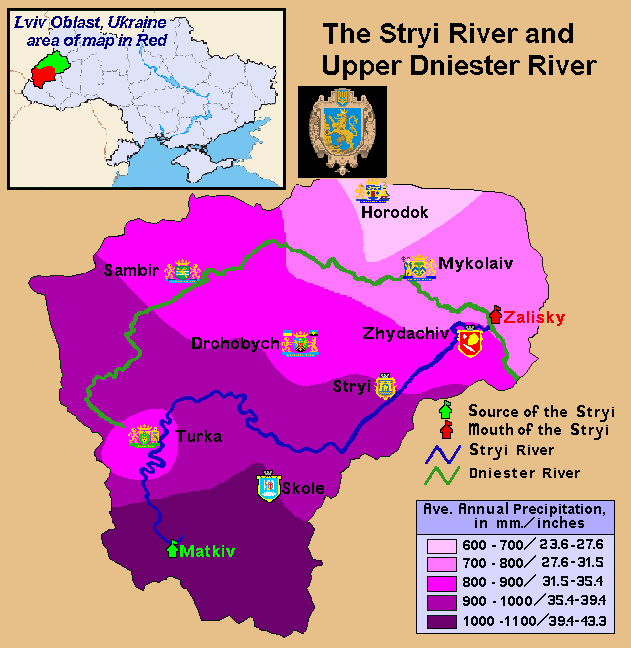
Matków leży u źródeł rzeki Stryj, która stanowi lewy dopływ Dniestru

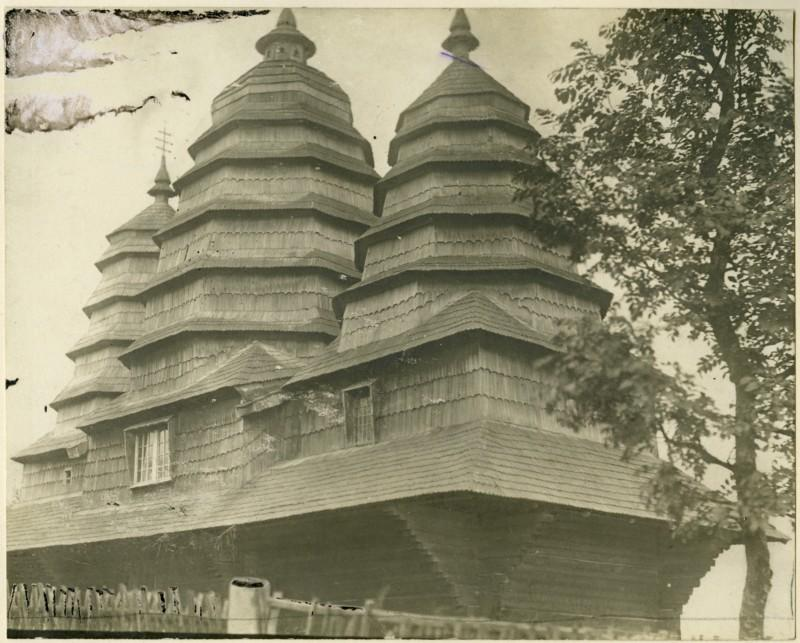
Cerkiew w Matkowie w 1904 r. (fot. K. Mokłowski)

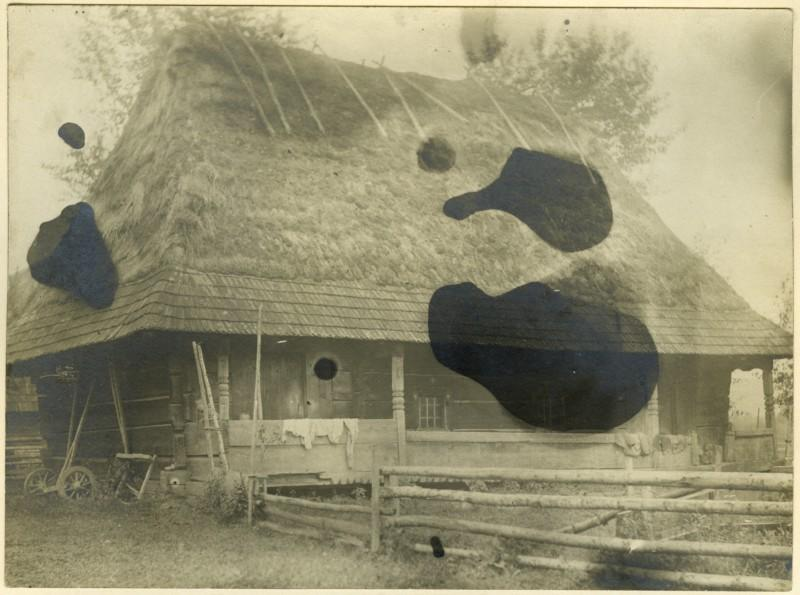
Jedno z gospodarstw w Matkowie w 1904 r. (fot. K. Mokłowski)

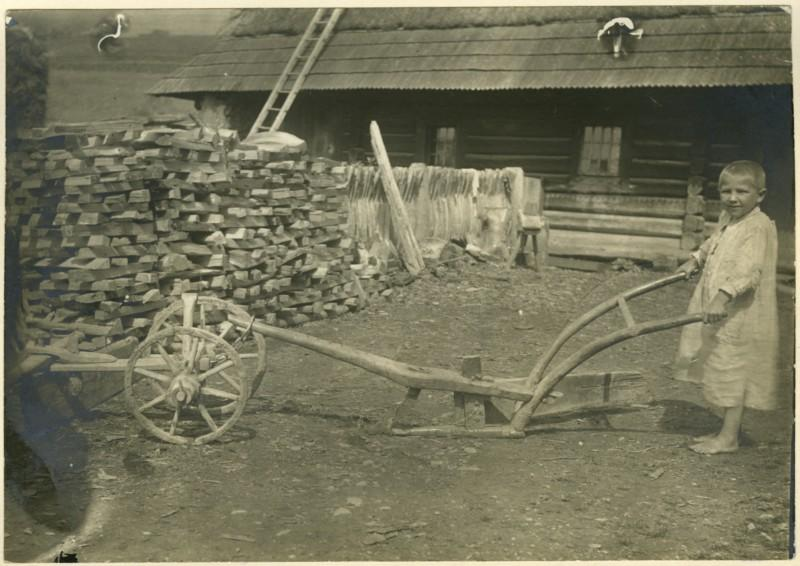
Jedno z gospodarstw w Matkowie w 1904 r. (fot. K. Mokłowski)

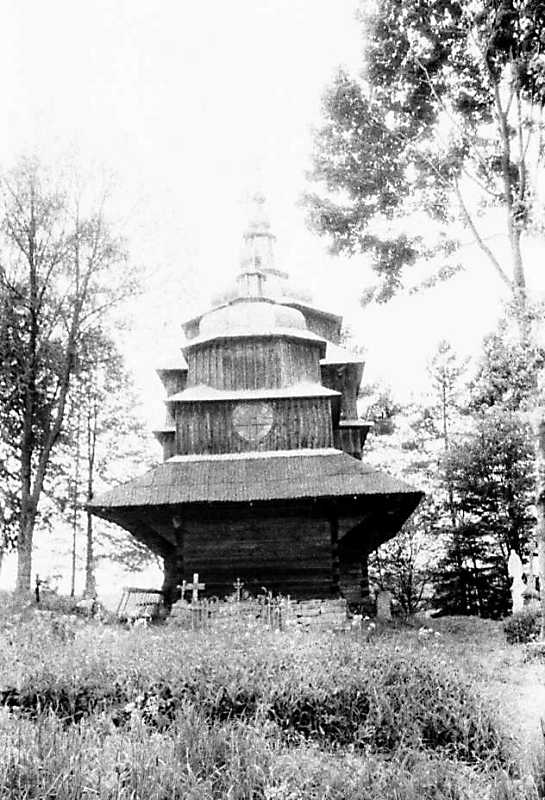
Cerkiew w Matkowie w 1990 r.

Matków (ukr. Матків, trb. Matkiw, trl. Matkiv) – wieś na Ukrainie, w obwodzie lwowskim, rejonie turczańskim, nad Stryjem. Najniższą jednostką administracji, której podlega Matków, jest rada wiejska (silska rada) w Mochnatem. W miejscowości zamieszkuje około 469 osób.

## Historia
Miejscowość powstała prawdopodobnie w XV wieku, a najstarsza wzmianka na jej temat pochodzi z 1538, kiedy to królowa Polski Bona Sforza powołała komisję ds. rozgraniczenia wsi królewskich i szlacheckich. W latach 1772–1918 pod zaborem austriackim w składzie Królestwa Galicja i Lodomerii, od 1867 w ramach nowo powstałego powiatu turczańskiego. W regionie dobrze rozwinął się przemysł drzewny a wielki wpływ miała na to bliskość spławnych rzek, Dniestru oraz Stryja.
W 1885 w VI tomie Słownika geograficznego Królestwa Polskiego tak pisano o Matkowie:

Matków – wś w pow. turczańskim, 30 kil. na płd.-wsch. od Turki, 20 kil. na płd.-wsch. od sądu powiat. w Boryni, 5 kil. na płd.-wsch. od urzędu poczt. w Wysocku wyżnem (...) W r. 1880 było mieszkańców w M. 836 (4 obr. rz.-kat. resta gr-kat) (...).

Według tego samego źródła ogół mieszkańców Matkowa stanowili Bojkowie. W miejscowości wzniesiono dwie świątynie: zabytkową cerkiew soborową Najświętszej Bogurodzicy z 1838 oraz przycmentarną cerkiew św. Trójcy z 1899.
Według spisu powszechnego Monarchii Austro-Węgierskiej z 1900 w Matkowie mieszkało 1101 grekokatolików, 41 Żydów i 9 rzymskich katolików.
W latach 1919–1939 miejscowość administracyjnie należała do Polski. Znajdowała się w województwie lwowskim, w powiecie turczańskim nieopodal granicy polsko-czechosłowackiej, a od marca 1939 polsko-węgierskiej (ok. 6 km). W 1920 znalazła się na terenie działań wojennych okresu wojny polsko-bolszewickiej. Według spisu powszechnego II RP z 1921 Matków liczył 1222 mieszkańców: 1135 grekokatolików, 83 Żydów i 4 rzymskich katolików.
W latach 1934–1939 istniała gmina Matków.
Według relacji Michała i Olgi Matkowskich Matków był zaściankiem szlacheckim polskiej szlachty zagrodowej herbu Sas (Matkowscy, Ilniccy, Komarniccy, Wysoczańscy) i liczył około 360 numerów. 80% mieszkańców stanowili wówczas Polacy, zaś 20% Ukraińcy – mieszkający we własnej kolonii na uboczu w dolnej północno-wschodniej części wsi.
Podczas wyborów parlamentarnych w Polsce w 1922 frekwencja wyborcza w Matkowie i powiecie turczańskim była stosunkowo wysoka, bo wyniosła ok. 60% mimo bojkotu wyborów przez ludność ukraińską. We Lwowie i na Podolu frekwencja ta była znacznie niższa. Zwyciężył PSL „Piast” przed blokiem chadecko-endeckim.
Podczas wyborów parlamentarnych w Polsce w 1928 w Matkowie i powiecie turczańskim wygrały listy polskie (ok. 55%) przed ukraińskimi (ok. 25%), starorusińskimi (ok. 10%) i żydowskimi (ok. 5%).
Od II połowy września 1939 pod okupacją sowiecką, następnie od czerwca 1941 do września 1944 pod okupacją niemiecką (od 1 sierpnia 1941 w składzie Dystryktu Galicja Generalnego Gubernatorstwa). W czasie II wojny światowej okolice Matkowa były miejscem działania nacjonalistów ukraińskich. W latach 1943–1944 zamordowali oni tutaj 62 Polaków. W pobliskich wsiach Wysocko Wyżne, Komarniki i Dołżki też doszło do zbrodni na ludności cywilnej. Nieopodal wsi ukrywać się miał również szef pododdziału sowieckich spadochroniarzy oficer W. Sołowiow, ukrywany przed Niemcami przez miejscowego w jego własnym domu – I. Wysoczańskiego.
30 września 1944 wieś została zajęta przez wojska radzieckie. Większość polskich mieszkańców, postawiona przed wyborem wyjazdu na Zachód lub przyjęcia obywatelstwa ZSRR, trafiła na tzw. Ziemie Odzyskane, m.in. do Słońska, Uradu, Lubina i Wrocławia. Najmłodszą mieszkanką Matkowa, która wyjechała w czasie fali przymusowych wysiedleń (1944−1946) była Maria Matkowska, która miała wówczas niespełna kilka miesięcy. Podróż trwała niezwykle długo, bo około 3-4 miesiące.
Spora część Polaków wyjechała na Zachód dopiero w czasie ostatniej fali masowych wysiedleń (1955−1959). Nieliczni pozostali na miejscu i musieli przyjąć obywatelstwo radzieckie.
W powojennym okresie USRR w Matkowie istniał oddział państwowego gospodarstwa rolnego „Karpaty” w Husnem Niżnem, który posiadał 450 ha gruntów rolnych. W 1967 we wsi postawiono obelisk ku pamięci ofiar wojny.
W 1989 Matków miał 411 mieszkańców (220 mężczyzn i 191 kobiet), a w 2011 – 469 mieszkańców.

## Komunikacja
Przez środek wsi przebiega droga lokalna T1423 prowadząca z okolic Boryni na północnym zachodzie właśnie do Matkowa, gdzie łączy się z drogą magistralną znaczenia międzynarodowego M06. W miejscowości brak przystanku kolejowego, a najbliższy znajduje się w Turce. Do Matkowa docierają również tzw. marszrutki, czyli prywatne busy, m.in. ze Stryja i Lwowa.

## Ważniejsze obiekty
- Cerkiew Najświętszej Bogurodzicy w Matkowie (greckokatolicka) – 21 czerwca 2013 została wpisana na listę światowego dziedzictwa UNESCO, wspólnie z piętnastoma innymi cerkwiami z Polski i Ukrainy.

## Związani z Matkowem
- ród Matkowskich[7], m.in.:
  - Bazyli Matkowski – prezes Zrzeszenia Szlachty Herbu Sas
- Andrzej Kuśniewicz – pisarz, jego rodzice mieli liczne majątki leśne (Matków, Mochnate i Iwaszkowce)